# 西川貴史
西川 貴史（にしかわ たかし、1979年4月24日 -）は、日本の男性アニメーター、キャラクターデザイナー、アニメ演出家、アニメ監督、脚本家。アニメーションスタジオ・セブン大阪第2スタジオ所属。別名義として「西川鷹司」「おはぎ」がある。

## 来歴
京都府出身、大阪アニメーター学院アニメーション科卒、その後同講師も勤める。かつてはスタジオ・ワンパック第二作画部(若野哲也班)に所属していたが、現在はアニメーションスタジオ・セブンに移籍。2013年には大阪に新設された第2スタジオへ移動した。
後進の育成にも尽力しており、2011年頃までは日本コンピュータ専門学校のアニメ科非常勤講師を務め、アニメーターとして多忙となった2020年現在でも教育課程編成委員として籍を置いている。また、アダルトアニメ販促番組内では、視聴者向けにアニメ制作技法の講義を行ったりもしている。

## 参加作品

### テレビアニメ
2002年
- NARUTO -ナルト-（2002年 - 2007年、原画）

2006年
- 天保異聞 妖奇士（2006年 - 2007年、原画）
- D.Gray-man（2006年 - 2008年、原画）

2007年
- 京四郎と永遠の空（原画）
- のだめカンタービレ（原画）
- MOONLIGHT MILE（原画）
- BLUE DROP 〜天使達の戯曲〜（原画）
- 神霊狩/GHOST HOUND（2007年 - 2008年、原画）
- 獣神演武 -HERO TALES-（2007年 - 2008年、原画）
- デルトラクエスト（2007年 - 2008年、原画）
- BLUE DRAGON（2007年 - 2008年、原画）
- ZOMBIE-LOAN（原画）
- キミキス pure rouge（2007年 - 2008年、原画）

2008年
- 我が家のお稲荷さま。（原画・第二原画）
- xxxHOLiC◆継（原画）
- ネットゴーストPIPOPA（2008年 - 2009年、原画）
- ゼロの使い魔〜三美姫の輪舞〜（原画）
- 黒塚 KUROZUKA（原画）
- 乃木坂春香の秘密（原画）

2009年
- アキカン!（原画）
- スレイヤーズEVOLUTION-R（原画）
- 07-GHOST（原画）
- メタルファイト ベイブレード（2009年 - 2010年、原画）
- 戦場のヴァルキュリア（原画）

2011年
- 爆丸 バトルブローラーズ ガンダリアンインベーダーズ（2011年 - 2012年、原画）
- 聖痕のクェイサーII（原画）
- SKET DANCE（-2012年、原画）
- 森田さんは無口。（絵コンテ・演出・作画監督）
- 魔乳秘剣帖（原画）
- NARUTO -ナルト- 疾風伝（作画監督）
- 侵略!?イカ娘（原画）

2012年
- リコーダーとランドセル ド♪（絵コンテ）
- 夏色キセキ（作画監督補佐）
- 獣旋バトル モンスーノ（2012年 - 2013年、原画）

2013年
- 絶対防衛レヴィアタン（原画）
- ファンタジスタドール（原画）
- 恋愛ラボ（原画）
- ポケットモンスター XY（2013年 - 2016年、作画監督補佐）

2014年
- ストレンジ・プラス（監督・脚本・絵コンテ・演出・作画監督・原画・アバン原画・オープニングアニメーション）

2015年
- 銃皇無尽のファフニール（OP原画）
- おくさまが生徒会長!（作画監督）

2016年
- アイドルメモリーズ（OP原画）

2018年
- キリングバイツ（原画）
- 京都寺町三条のホームズ（作画監督）

2019年
- 鬼滅の刃（原画）
- ノブナガ先生の幼な妻（キャラクターデザイン・総作画監督）

2020年
- 異種族レビュアーズ（絵コンテ）

2022年
- 異世界迷宮でハーレムを（原画）

2023年
- もののがたり（原画）

### 劇場アニメ
2017年
- 劇場版 ソードアート・オンライン -オーディナル・スケール-（原画）

### OVA
2008年
- よつのは（原画）

2010年
- 名探偵コナン KID in TRAP ISLAND（原画）

2015年
- 無邪気の楽園（2015年 - 2016年、監督）

### 18禁OVA
2008年
- 宇宙海賊サラ（2008年 - 2010年、原画・第二原画）

2011年
- りんかん倶楽部（原画）
- 俺は彼女を信じてる!（原画）
- ペットライフ（演出・原画）

2012年
- オトメドリ（監督・キャラクターデザイン・脚本・絵コンテ・演出・作画監督・原画）

2013年
- 聖ヤリマン学園援交日記（監督・キャラクターデザイン・絵コンテ・演出・作画監督・原画）
- 恋騎士 Purely☆Kiss The Animation（2013年 - 2014年、監督・キャラクターデザイン・絵コンテ・演出・作画監督・原画）
- かがち様お慰め奉ります 〜寝取られ村淫夜噺〜 THE ANIMATION（総監修・キャラクターデザイン監修・総作画監督・原画）

2014年
- ばくあね 弟しぼっちゃうぞ！ THE ANIMATION（監督・キャラクターデザイン・絵コンテ・演出・作画監督・原画）
- ランス01 光をもとめて THE ANIMATION（2014年 - 2016年、監督・キャラクターデザイン・絵コンテ・演出・作画監督・原画）

2015年
- 逆転魔女裁判 ～痴女な魔女に裁かれちゃう～ THE ANIMATION（原画）

2017年
- 漆黒のシャガ THE ANIMATION（原作・監督・キャラクターデザイン・絵コンテ・演出・作画監督・原画）
- えろゼミ〜エッチにヤルきにABC〜 THE ANIMATION（総監修）

2019年
- 漆黒のシャガ THE ANIMATION 第3章（原作・監督・キャラクターデザイン・絵コンテ・演出・作画監督・原画）

2020年
- 琥珀色のハンター THE ANIMATION（西川鷹司名義：企画、原作・監督・キャラクターデザイン・脚本・絵コンテ・作画監督・原画）

2021年
- 琥珀色のハンター THE ANIMATION ～ルビー編～（西川鷹司名義：企画、原作・監督・キャラクターデザイン・脚本・絵コンテ・演出・作画監督・原画）

### Webアニメ
- 幕末機関説 いろはにほへと（2006年-2007年、原画）

### アニメPV
- 極限脱出ADV 善人シボウデス（2011年、原画）